# Copa Chile 2000
Copa Chile 2000 var 2000 års säsong av Copa Chile och hette officiellt Copa Carranza. Slutspelet hette dock "Torneo de Apertura". Copa Chile 2000 bestod av 16 lag från den högsta divisionen som delades in i fyra grupper om fyra lag. Vinnaren av varje grupp gick vidare till semifinal. Till slut stod Universidad de Chile som vinnare och kvalificerade sig därmed till Liguilla Pre-Libertadores (se Primera División de Chile 2000). Men på grund av att de kvalificerade sig till Copa Libertadores 2001 på annat sätt så gick Santiago Morning (som kom tvåa i Copa Chile 2000) till Liguilla Pre-Libertadores istället.

## Gruppspel

### Grupp 1
| Plac. | Lag                  | S | V | O | F | GM | IM | MSK | Poäng |
| ----- | -------------------- | - | - | - | - | -- | -- | --- | ----- |
| 1     | Universidad de Chile | 6 | 4 | 2 | 0 | 15 | 3  | +12 | 14    |
| 2     | Unión Española       | 6 | 3 | 2 | 1 | 19 | 12 | +7  | 11    |
| 3     | Deportes Concepción  | 6 | 1 | 3 | 2 | 4  | 10 | -6  | 6     |
| 4     | O'Higgins            | 6 | 0 | 1 | 5 | 4  | 17 | -13 | 1     |

### Grupp 2
| Plac. | Lag                  | S | V | O | F | GM | IM | MSK | Poäng |
| ----- | -------------------- | - | - | - | - | -- | -- | --- | ----- |
| 1     | Santiago Morning     | 6 | 4 | 1 | 1 | 9  | 4  | +5  | 13    |
| 2     | Universidad Católica | 6 | 3 | 2 | 1 | 7  | 6  | +1  | 11    |
| 3     | Audax Italiano       | 6 | 2 | 2 | 2 | 11 | 8  | +3  | 8     |
| 4     | Santiago Wanderers   | 6 | 0 | 1 | 5 | 0  | 9  | -9  | 1     |

### Grupp 3
| Plac. | Lag                   | S | V | O | F | GM | IM | MSK | Poäng |
| ----- | --------------------- | - | - | - | - | -- | -- | --- | ----- |
| 1     | Colo-Colo             | 6 | 5 | 1 | 0 | 16 | 5  | +11 | 16    |
| 2     | Huachipato            | 6 | 2 | 2 | 2 | 12 | 8  | +4  | 8     |
| 3     | Provincial Osorno     | 6 | 2 | 0 | 4 | 12 | 14 | -2  | 6     |
| 4     | Deportes Puerto Montt | 6 | 1 | 1 | 4 | 6  | 19 | -13 | 4     |

### Grupp 4
| Plac. | Lag            | S | V | O | F | GM | IM | MSK | Poäng |
| ----- | -------------- | - | - | - | - | -- | -- | --- | ----- |
| 1     | Cobreloa       | 6 | 4 | 1 | 1 | 11 | 4  | +7  | 13    |
| 2     | Everton        | 6 | 3 | 0 | 3 | 6  | 7  | -1  | 9     |
| 3     | Palestino      | 6 | 2 | 1 | 3 | 5  | 8  | -3  | 7     |
| 4     | Coquimbo Unido | 6 | 2 | 0 | 4 | 3  | 6  | -3  | 6     |